# Андрей (Хиррон)
Митрополит Андрей (англ. Metropolitan Andrew Herron; 1943, Вашингтон — 6 июня 2021, Спасо-Преображенский монастырь, Массачусетс) — епископ Святой православной церкви Северной Америки (Бостонский синод), митрополит Торонтский (2019—2021).

## Биография
Родился в 1943 году в Вашингтоне, округ Колумбия, США, в католической семье. Его предки переехали в США в 1710 году из Эльзас-Лотарингии. Он и его младший брат выросли, а затем провели некоторое время в Арлингтоне (штат Виргиния).
В 1963 году, в возрасте 20 лет, он принял православие, а в 1965 году поступил в Свято-Троицкую духовную семинарию в Джорданвилле (штат Нью-Йорк), где проучился два года.
В июле 1968 года принят послушником в братию Спасо-Преображенского монастыря в Бостоне, где принял монашество и прожил последующие 45 лет.
Продолжая участвовать в богослужебной жизни Церкви, он был рукоположен в сан диакона в ноябре 1972 года митрополитом Нью-Йоркским Филаретом (Вознесенским). В 1987 году покинул РПЦЗ, став одним из основателей «Святой православной церкви Северной Америки». К 1988 году он был возведён в сан архидиакона и продолжал служить в монастыре, обителях и приходах.
Помимо любви к своему святому покровителю, особое особо почитал святого Андрея Первозванного, святую Ксению Петербургскую и святого Патрика Ирландского. Любил отмечать церковные праздники и говорил, что ему особенно нравится праздник Богоявления. Он любил православных святых всех стран, а когда речь заходила о любимых церковных песнопениях, его всегда трогала «Слава заутрени в Святой и Великий понедельник».
10 марта 2013 года в Никольском кафедральном храме в Торонто состоялась его хиротония во епископа Маркхамского, викария Торонтской епархии.
2 июня 2019 года, в Неделю о слепом, был возведён в сан митрополита Торонтского.
Скончался 6 июня 2021 года в Спасо-Преображенском монастыре в Бруклайне (штат Массачусетс), от обширного инфаркта. Отпевание и похороны состоялись 9 июня в Спасо-Преображенском монастыре в Бостоне.